# Giovanni D'Ercole
Giovanni D'Ercole, né le 5 octobre 1947 à Morino, est un évêque catholique italien, depuis le 29 octobre 2020, il est évêque émérite d'Ascoli Piceno. Il fut missionnaire en Côte d'Ivoire de 1976 à 1984.

## Biographie
Giovanni D'Ercole rejoint la communauté religieuse des Fils de la Divine Providence. Il étudie la théologie au séminaire de Naples dans l'institut théologique de sa congrégation, il étudie la philosophie et la théologie à l'Université pontificale du Latran et obtient une licence. est ordonné prêtre le 5 octobre 1974 à Rome, par Jacques-Paul Martin. En 1986 titulaire d'un doctorat en théologie morale à l'Académie Alphonsienne de Rome avec une thèse intitulée Évangélisation et mariage traditionnel à Grand-Bassam en Côte-d'Ivoire.
Il commence à travailler e journalistique en 1968 étant rédacteur au Service d'information religieuse (SIR) qui est l'agence de presse de la Conférence épiscopale italienne (CEI). En 1970, il travaille également avec le journal Avvenire. De 1976 à 1984, il fut missionnaire en Côte d'Ivoire où il fut curé et vicaire épiscopal à Grand-Bassam et professeur de théologie morale au grand séminaire d' Anyama, à  Abidjan.
De retour en Italie, il est nommé curé de la paroisse d'Ognissanti à Rome  De 1985 à 1987, il occupe le poste de père provincial de sa congrégation, chargé du centre-sud de l'Italie. En 1987, le pape Jean-Paul II le nomme directeur adjoint du Bureau de presse du Saint-Siège, alors dirigé par Joaquín Navarro-Valls. En 1990, à la demande du cardinal secrétaire d'État Agostino Casaroli , il commence à travailler à la Secrétairerie d' État du Saint-Siège et en 1998 il est nommé chef du bureau de la première section des Affaires générales de la Secrétairerie d' État, poste qu'il occupe jusqu'en 2009.
Depuis des années, il collabore avec la chaîne de télévision catholique Telepace, organisant diverses émissions journalistiques approfondies. Pour Rai 2, il a animé le programme Prossimo tuo en 1994, puis Millennium puis Terzo Millennio. En 2002, il deient auteur et animateur télé de la chronique religieuse Sulla via di Damasco. Jusqu'en 2007, il écrit et anime l'émission Attualità ecclesiale sur Radio Maria ; à partir de 2008, il collabore à Radio Maria dans la même rubrique avec Don Davide Banzato. Il collabore avec différents réseaux de radio-télévision en tant qu'invité dont Mediaset, Rai, LA7. Il parle plusieurs langues, l'anglais, le français, l'espagnol, le portugais et le russe.
Il est membre de l' ordre des journalistes du Latium et du Molise et directeur général de "Don Orione Oggi", la revue de la petite œuvre de la Divine Providence et de la revue "Crescere" du Mouvement Oasi fondé par le Père Virginio Rotondi.
En 2023, il est nommé président d'honneur du jury de la deuxième édition du Sanremo Cristian Music Festival diffusé en direct dans le monde entier sur la chaîne de télévision Cristian Music.

## Épiscopat

### Évêque auxiliaire de L'Aquila

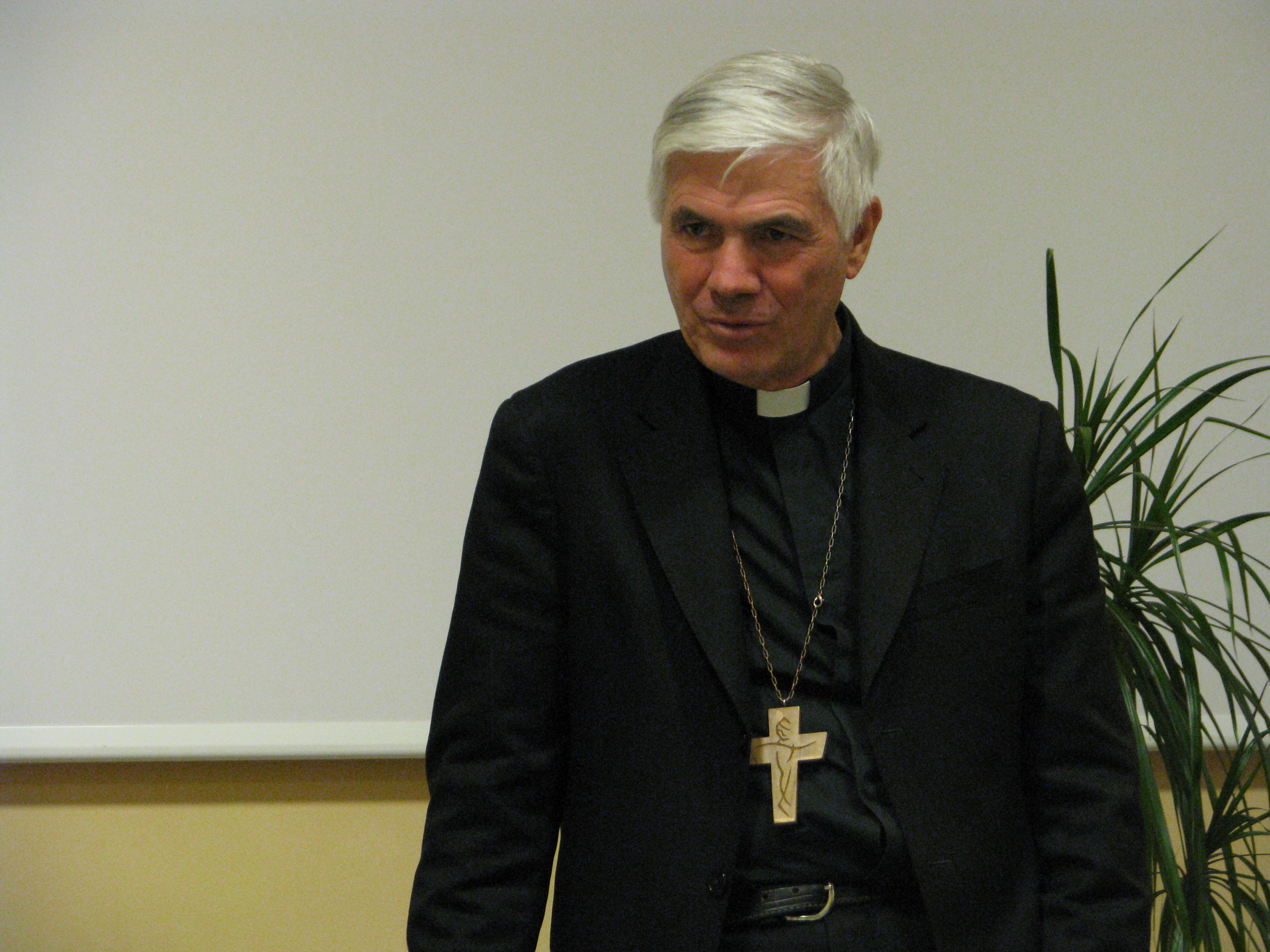
Giovanni en 2011

Le 14 novembre 2009, le pape Benoît XVI le nomme évêque auxiliaire de L'Aquila et évêque titulaire de Dusa (de). Le 12 décembre, il reçoit l'ordination épiscopale, dans la basilique Saint-Pierre du Vatican, avec les évêques Jean Laffitte et Mario Toso (it), des mains du cardinal Tarcisio Bertone, avec le cardinal Renato Raffaele Martino et l'archevêque Giuseppe Molinari (it) comme co-consécrateurs. Le même jour, il est nommé vicaire général de l'archidiocèse de L'Aquila.
Le 8 novembre 2011, il est inscrit dans le registre des suspects par le ministère public de L'Aquila, dans le cadre de l'enquête sur la tentative d'escroquerie contre l'État de la Fondation "Abruzzes Solidarietà e Sviluppo". Il est accusé d'avoir donné de fausses informations au procureur et d'avoir divulgué des secrets relatifs à une procédure pénale. Après que le délit de fausse information ait été rejeté par le procureur, le 14 juin 2012, il est pleinement acquitté, dans le cadre d'une procédure abrégée, de l'accusation de divulgation de secrets officiels, car ce fait ne constitue pas un crime,.

### Évêque d'Ascoli Piceno
Le 12 avril 2014, le pape François le nomme évêque d'Ascoli Piceno. Il succède à Silvano Montevecchi, décédé le 27 septembre 2013. Le 10 mai suivant, il prend possession du diocèse, dans la cathédrale de Sant'Emidio.
Après le scandale de L'Aquila, en tant qu'évêque d'Ascoli Piceno, il travaille en première ligne lors du tremblement de terre du 24 août 2016,.
Le 29 octobre 2020, le pape François accepte sa démission de la gouvernance pastorale du diocèse. Il prend depuis le titre d'évêque émérite d' Ascoli Piceno. Le même jour, il publie une vidéo dans laquelle il expliquait qu'il avait renoncé à son poste pour se retirer dans un monastère et se consacrer ainsi à la prière.

## Distinctions
- Commandeur de l'ordre du Mérite de la République italienne‎[13]
- Chevalier de l'ordre national de Côte d'Ivoire